# Râmâyana og Mahābhārata
Râmâyana og Mahābhārata er de to store epos der er grundlaget for den hinduistiske kultur.

## Oprindelse
Den vediske litteratur var enorm og varieret. Den indeholdt den højeste åndelige tanker hos de lærde og vismændene. Det var umuligt for almindelige mennesker at kende til den dybere filosofi i Veda, Upanishad, Aranyaka...
De lærde indså dette. I deres ønske om at udbrede viden til befolkningen komponerede de derfor de to store epos, Ramayana og Mahābhārata.
Oprindelsen af disse to store gamle indiske epos er usikker. Selv om der er debat om spørgsmålet, antager specialister, at datoen for skrivning af det primitive epos "Mahabharata" er tidligere end "Ramayana".

## Mahābhārata
Mahabharata, "Bhāratas store krig", er et kollektivt værk, skrevet og ændret gennem århundreder i den Vediske periode i Indien. Mahabharata er det største episke digt nogensinde skrevet (1,8 million ord). Skrevet fra det 9. århundrede f.Kr. opnår det sin endelige form i det 4. århundrede.

## Râmâyana
Ramayana, "Rāmas geste", er den korteste af de to mytologiske epos i sanskrit, udviklet i Indien mellem det 3. århundrede f.Kr. og det 3. århundrede.